# Pitäjänsaari (ö i Kymmenedalen)
Pitäjänsaari är en ö i Finland.   Den ligger i kommunen Fredrikshamn i landskapet Kymmenedalen, i den södra delen av landet, 130 km öster om huvudstaden Helsingfors.